# Кириния (горы)
Кири́ния (греч. Κερύνεια, Кире́ния, лат. Kyrenia), или Бешпармак (тур. Beşparmak) — горы на острове Кипр.
Кириния представляет собой горную цепь, вытянувшуюся вдоль северного побережья острова. Геологически горы сложены известняком, частично — мрамором. Высшая точка — гора Кипарисовунон (1024 м). Восточная часть более широкая (25—30 км), западная уже (около 15 км), но выше. Восточным продолжением гор являются горы Карпас, расположенные на полуострове Карпас. Западная часть хребта называется по имени невысокой (740 м) горы Пендадактилос (греч. Πενταδάκτυλος), что в переводе означает «пять пальцев». Интересно, что турецкий вариант, Бешпармак-Даглари (тур. Beşparmak Dağları), обозначает «горы пяти пальцев». У подножья гор на побережье расположен город Кириния или Гирне, считающийся туристической столицей Северного Кипра.
Территорию горного хребта контролирует Турецкая республика Северного Кипра.
На склонах и вершинах хребта расположены руины античных строений, а также средневековые замки (Замок Святого Илариона, Буффавенто, Кантара).

## Галерея

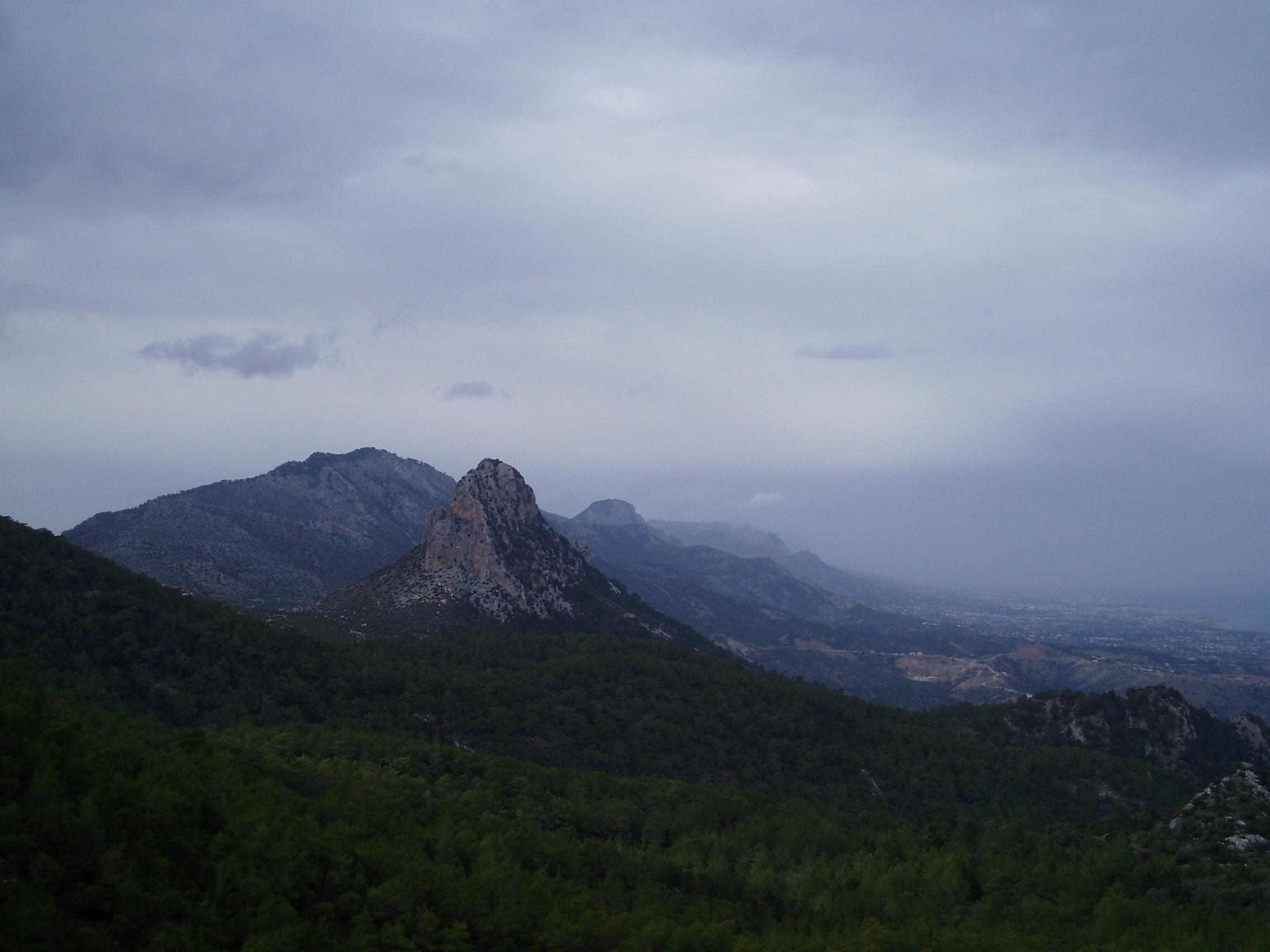
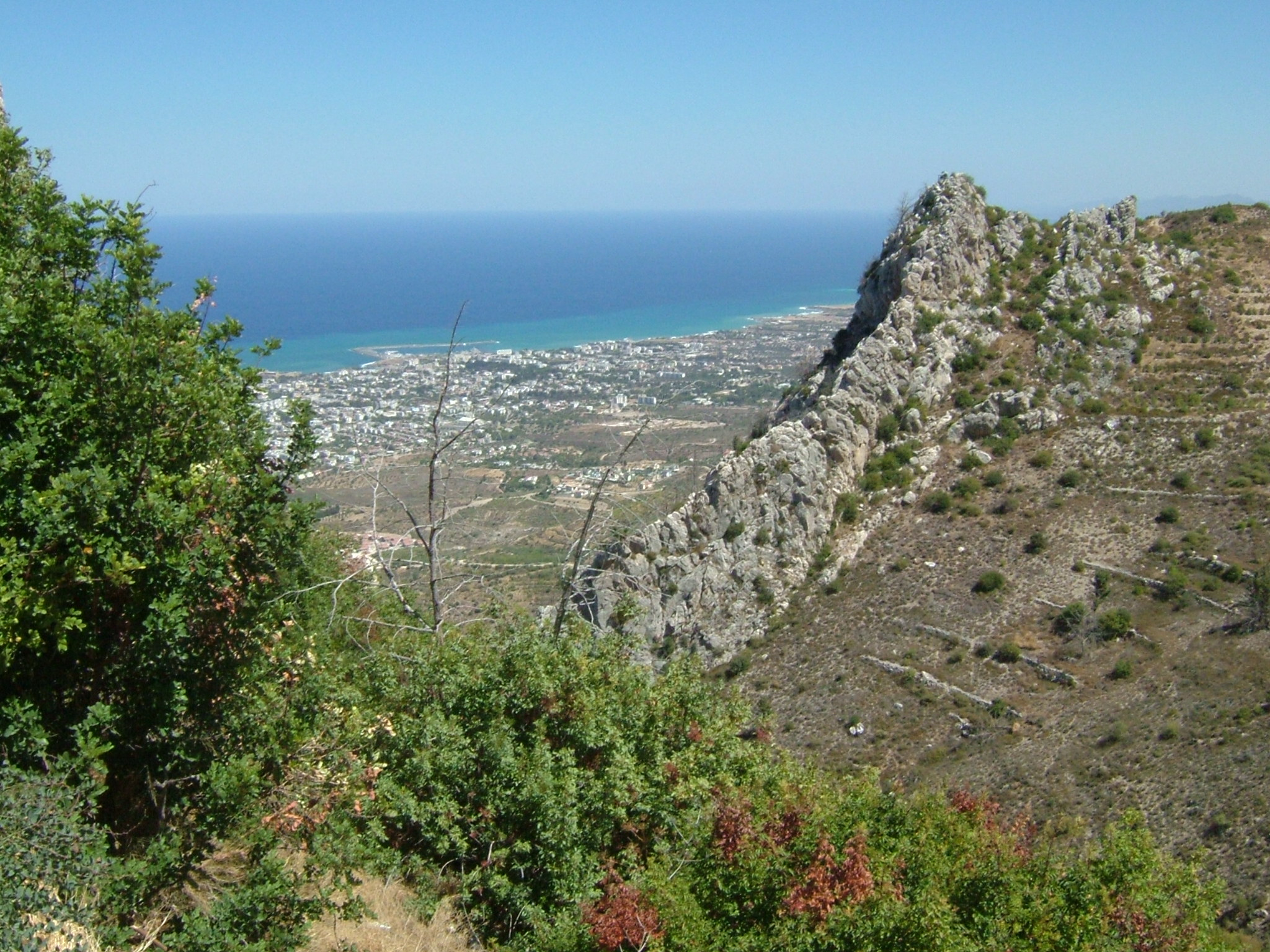
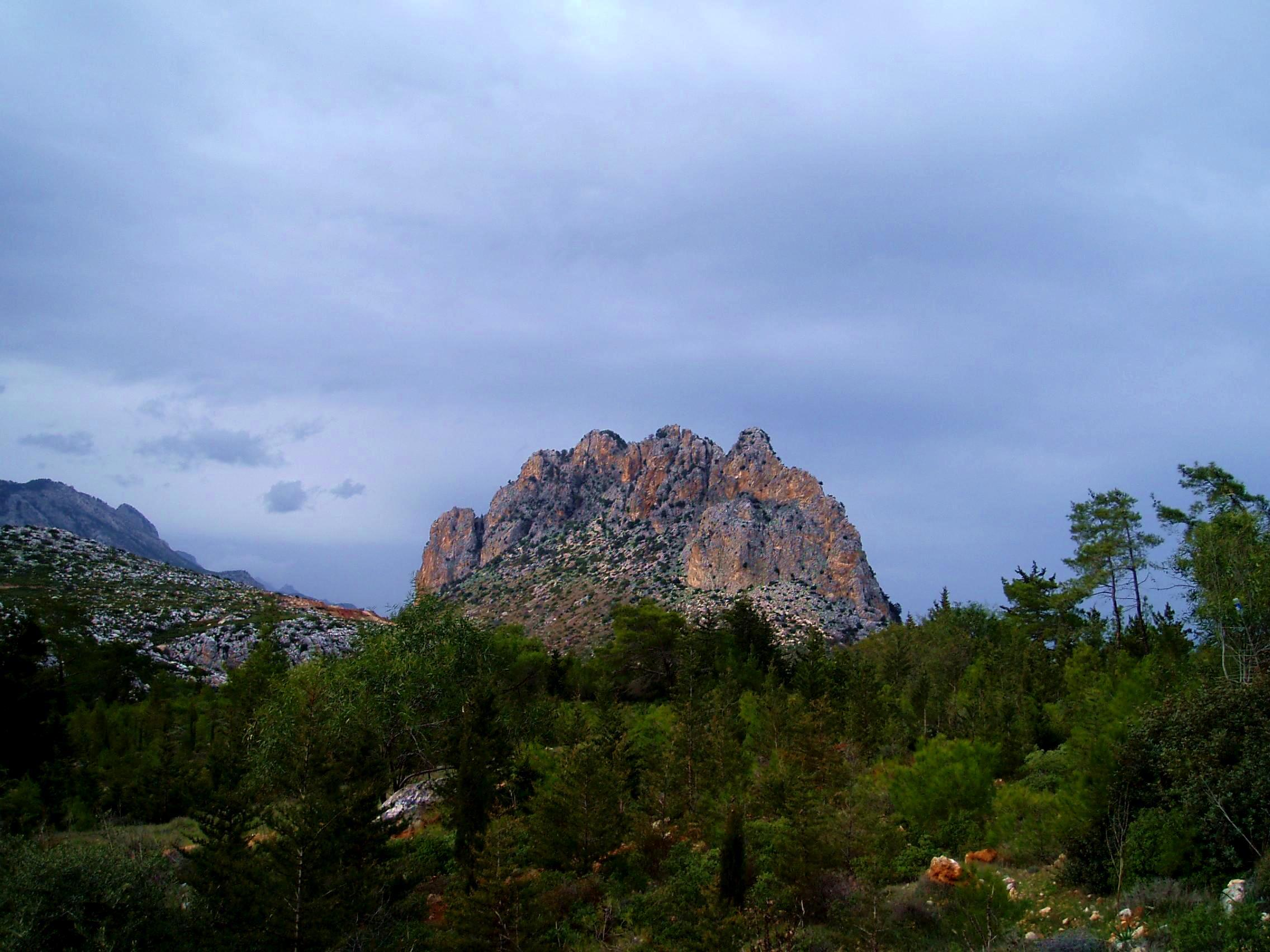
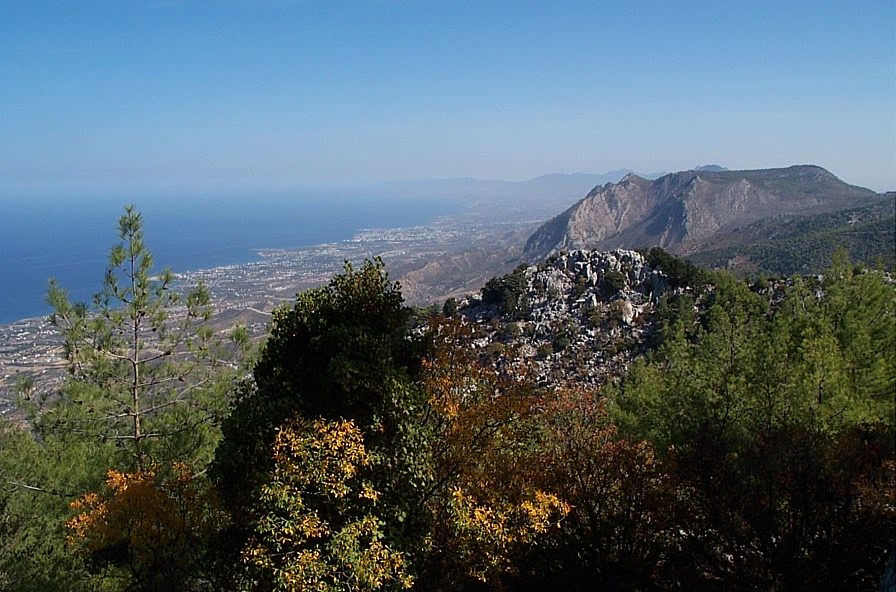